# Coregonus zugensis
Coregonus zugensis es una especie de pez de la familia Salmonidae en el orden de los Salmoniformes.

## Alimentación
Se nutre de zoo plancton y de crisálidas de insectos.

## Hábitat
Vive en áreas de clima templado (48 ° N-47 ° N y 8 ° E-9 ° E).

## Distribución geográfica
Se encuentra en Europa: Lago de los Cuatro Cantones (Suiza).